# Ritratto di Francesco Sassetti con il figlio Teodoro
Ritratto di Francesco Sassetti con il figlio Teodoro e un dipinto del pittore fiorentino Domenico Ghirlandaio realizzato circa nel 1488 e conservato al Metropolitan Museum of Art di New York.

## Descrizione
Questo ritratto raffigurante un uomo e il suo giovane figlio è considerato uno dei primi ritratti dell'epoca del primo rinascimento.
In cima al tabellone è presente un'iscrizione in latino identificativa aggiunta dopo che il ritratto è stato disegnato: 
| FRAN[CISCV]S SAXETTVS THEODORVSQVE F[ILIVS] |

L'immagine ha per soggetto Francesco Sassetti (1421-1490),  un banchiere italiano che lavorava presso il Banco dei Medici, insieme al figlio Teodoro. Sullo sfondo ci sono montagne attorno a un lago con una città fortificata.
Questo dipinto è spesso paragonato a un altro dello stesso pittore: Ritratto di vecchio con nipote del 1490, ora parte della collezione del  Museo del Louvre a Parigi.